# Piz Nair (Oberalp)
Der Piz Nair ist ein 3059 m ü. M. hoher Berg in den Glarner Alpen. Er liegt nördlich der Surselva und östlich des Reusstals. Über seinem Gipfel verläuft die Grenze der Schweizer Kantone Uri und Graubünden.
Der Gipfel liegt in der Kette, die vom westlich liegenden Piz Giuv nach Osten über den Chrüzlipass (2347 m ü. M.) bis zum Oberalpstock führt. Richtung Süden zweigen drei kürzere Querkämme ab, welche vier Täler, Val Strem, Val Milà, Val Giuv und Val Val (von Osten nach Westen) voneinander trennen.
Nördlich liegt das Maderanertal, von welchem die auf 2052 m ü. M. liegende Etzlihütte (SAC) im gleichnamigen Etzlital erreicht werden kann.

## Erstbesteigung
Der Piz Nair wurde 1865 durch Ambros Zgraggen und F. Zahn über den Nordwestgrat erstbestiegen. Nur fünf Minuten später erreichte der Urner Führer Josef Maria Tresch-Exer zusammen mit seinem Bruder Johann Josef Tresch (später unter dem Namen Felli-Tresch bekannt) mit den Engländern Thompson, Mansell und Sowerby den Gipfel. Dabei benutzten sie den Nordgrat.

## Name
Die Bezeichnung nair stammt vom lateinischen niger und steht im rätoromanischen für ‚schwarz‘. Die Dufour- und die Siegfriedkarte (beide 19. Jahrhundert) trugen noch die alte Schreibweise Piz Ner. Gemäss Quellen wurde der Piz Nair von den Urnern früher Crispalt genannt. Allerdings trägt auch ein Gipfel rund 2 km südwestlich des Piz Nair den Namen Crispalt (3075 m). Von Placidus a Spescha (1752–1833) wurde der Piz Nair als Vorder Wichel bezeichnet.